# Pagney-derrière-Barine
Pagney-derrière-Barine és un municipi francès situat al departament de Meurthe i Mosel·la i a la regió del Gran Est. L'any 2007 tenia 567 habitants.

## Demografia

### Població
El 2007 la població de fet de Pagney-derrière-Barine era de 567 persones. Hi havia 204 famílies, de les quals 44 eren unipersonals (16 homes vivint sols i 28 dones vivint soles), 68 parelles sense fills, 84 parelles amb fills i 8 famílies monoparentals amb fills.
La població ha evolucionat segons el següent gràfic:
Habitants censats

### Habitatges
El 2007 hi havia 226 habitatges, 213 eren l'habitatge principal de la família, 3 eren segones residències i 10 estaven desocupats. 222 eren cases i 4 eren apartaments. Dels 213 habitatges principals, 191 estaven ocupats pels seus propietaris, 15 estaven llogats i ocupats pels llogaters i 7 estaven cedits a títol gratuït; 1 tenia una cambra, 11 en tenien dues, 24 en tenien tres, 56 en tenien quatre i 121 en tenien cinc o més. 148 habitatges disposaven pel capbaix d'una plaça de pàrquing. A 82 habitatges hi havia un automòbil i a 106 n'hi havia dos o més.

### Piràmide de població
La piràmide de població per edats i sexe el 2009 era:
| Homes | Edats   | Dones |
| ----- | ------- | ----- |
| 0     | 95 o +  | 0     |
| 0     | 90 a 94 | 4     |
| 0     | 85 a 89 | 0     |
| 0     | 80 a 84 | 0     |
| 8     | 75 a 79 | 8     |
| 4     | 70 a 74 | 16    |
| 16    | 65 a 69 | 4     |
| 8     | 60 a 64 | 28    |
| 16    | 55 a 59 | 12    |
| 20    | 50 a 54 | 16    |
| 24    | 45 a 49 | 12    |
| 32    | 40 a 44 | 32    |
| 24    | 35 a 39 | 12    |
| 32    | 30 a 34 | 40    |
| 8     | 25 a 29 | 8     |
| 16    | 20 a 24 | 4     |
| 8     | 15 a 19 | 28    |
| 20    | 10 a 14 | 16    |
| 36    | 5 a 9   | 8     |
| 24    | 0 a 4   | 8     |

## Economia
El 2007 la població en edat de treballar era de 379 persones, 254 eren actives i 125 eren inactives. De les 254 persones actives 242 estaven ocupades (134 homes i 108 dones) i 12 estaven aturades (4 homes i 8 dones). De les 125 persones inactives 44 estaven jubilades, 51 estaven estudiant i 30 estaven classificades com a «altres inactius».

### Ingressos
El 2009 a Pagney-derrière-Barine hi havia 211 unitats fiscals que integraven 555 persones, la mediana anual d'ingressos fiscals per persona era de 18.675 €.

### Activitats econòmiques
Dels 13 establiments que hi havia el 2007, 1 era d'una empresa alimentària, 3 d'empreses de construcció, 2 d'empreses de comerç i reparació d'automòbils, 1 d'una empresa de transport, 1 d'una empresa d'hostatgeria i restauració, 1 d'una empresa d'informació i comunicació, 1 d'una empresa financera, 2 d'empreses immobiliàries i 1 d'una empresa classificada com a «altres activitats de serveis».
Dels 3 establiments de servei als particulars que hi havia el 2009, 1 era un paleta, 1 empresa de construcció i 1 saló de bellesa.
L'únic establiment comercial que hi havia el 2009 era una botiga de menys de 120 m².
L'any 2000 a Pagney-derrière-Barine hi havia 6 explotacions agrícoles que ocupaven un total de 165 hectàrees.

## Equipaments sanitaris i escolars
El 2009 hi havia una escola elemental integrada dins d'un grup escolar amb les comunes properes formant una escola dispersa.

## Poblacions més properes
El següent diagrama mostra les poblacions més properes.